# 胚腔

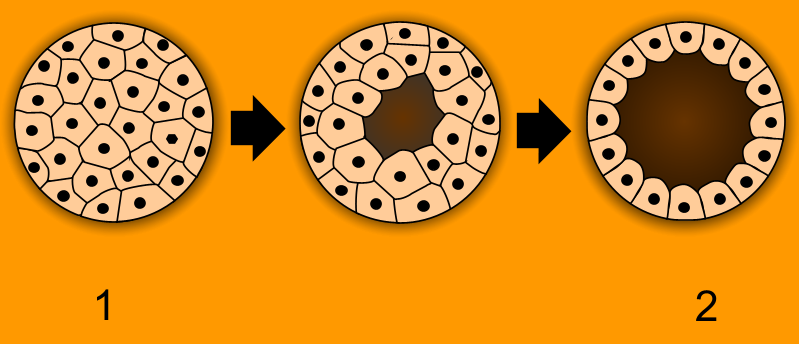
桑葚胚发育为囊胚的过程

胚腔（celom）或译体腔、体腔囊，是由中胚层包裹、内部充满液体的空间，分布在体壁和消化道之间。胚腔是三胚层动物在胚胎早期发育，原肠形成之后，在内、外两胚层之间产生了中胚层，中胚层细胞通过不同的方式，在中胚层之间形成了胚腔。